# Eve Hewson
Eve Hewson, nome completo Memphis Eve Sunny Day Hewson (Dublino, 7 luglio 1991), è un'attrice irlandese.

## Biografia
Nasce nel 1991, seconda dei quattro figli del cantante Bono e della produttrice cinematografica Ali Hewson. Ha studiato al St. Andrew College di Dublino e successivamente ha frequentato la New York University.

### Carriera
La prima apparizione in video è del 2002, nel concerto live U2 Go Home - Live from Slane Castle Ireland. Eve ha fatto il suo debutto come attrice nel 2005 recitando a fianco di sua sorella maggiore Jordan in un cortometraggio di Erica Dunton dal titolo Lost and Found; nei titoli di coda non compare con il suo vero nome, bensì con lo pseudonimo di Brenda M. Stankard. Nel 2008, con lo pseudonimo di Eve Hewston, prende parte ad un cortometraggio di Jon Seidemann dal titolo Jorma's blind date.
Nello stesso anno recita per la prima volta in un lungometraggio della Dunton, The 27 Club, nel quale interpreta il ruolo di Stella.
Dopo aver preso parte ad un video musicale per la band Irlandese dei The Script, ha interpretato la parte di Mary in This Must Be the Place accanto a Sean Penn. Nel 2013 entra a far parte del cast del film Blood Ties, del regista francese Guillaume Canet, nel quale interpreta il ruolo di Yvonne.

### Vita privata
Hewson vive a Williamsburg, Brooklyn.
L'attrice è stata sentimentalmente impegnata con James Lafferty, attore noto per aver interpretato il ruolo di Nathan Scott nella serie One Tree Hill, dal 2010 al 2015.

## Filmografia

### Cinema
- The 27 Club, regia di Erica Dunton (2008)
- This Must Be the Place, regia di Paolo Sorrentino (2011)
- Blood Ties - La legge del sangue (Blood Ties), regia di Guillaume Canet (2013)
- Non dico altro (Enough Said), regia di Nicole Holofcener (2013)
- Il ponte delle spie (Bridge of Spies), regia di Steven Spielberg (2015)
- Papillon, regia di Michael Noer (2017)
- Paper Year, regia di Rebecca Addelman (2018)
- Robin Hood - L'origine della leggenda (Robin Hood), regia di Otto Bathurst (2018)
- Le fantastiche avventure del ragazzo lupo (The True Adventures of Wolfboy), regia di Martin Krejcí (2019)
- Tesla, regia di Michael Almereyda (2020)
- Flora and Son, regia di John Carney (2023)
- Jay Kelly, regia di Noah Baumbach (2025)

### Televisione
- The Knick – serie TV, 20 episodi (2014-2015)
- I Luminari - Il destino nelle stelle (The Luminaries), regia di Claire McCarthy – miniserie TV (2020)
- Dietro i suoi occhi (Behind Her Eyes), regia di Erik Richter Strand – miniserie TV (2021)
- Bad Sisters – serie TV, 10 episodi (2022)
- The Perfect Couple, regia di Susanne Bier – miniserie TV (2024)

### Videoclip
- For the First Time - The Script (2010)

## Doppiatrici italiane
Nelle versioni in italiano delle sue opere, Eve Hewson è stata doppiata da:
- Letizia Ciampa in This Must Be the Place, Tesla, Bad Sisters, The Perfect Couple
- Emanuela Damasio in Non dico altro, Robin Hood - L'origine della leggenda
- Rossa Caputo ne Il ponte delle spie
- Francesca Manicone in Papillon
- Federica De Bortoli in The Knick
- Joy Saltarelli in Dietro i suoi occhi
- Letizia Scifoni ne I Luminari - Il destino nelle stelle